# Ронска низина
Ронската низина (на френски: Vallée du Rhône, Долината на Рона) е дълга около 300 km и широка до 50 km низина в Югоизточна Франция, по долното и средно течение на река Рона и долното течение на десния ѝ приток Сона.
Простира се от север на юг между западните подножия на Алпите на изток, Централния Френски масив (масивите Форез, Виваре и Севени) на запад и Средиземно море на юг, а на югозапад постепенно преминава в Лангедокската низина. Състои се от редица котловини, разделени от възвишения, постепенно разширяващи се на юг. Характерна особеност за низината са речните надзаливни тераси, изградени предимно от алувиални наслаги и силно разчленени от притоците на Рона. Климатът е преходен от умурен към субтропичен, средиземноморски. Годишната сума на валежите възлиза на 600 – 800 mm. Характерен за низината е студеният и силен северен вятър мистрал, спускащ се от Централния Френски масив (главно масива Севени). Долината е активен земеделски район,
като се отглеждат основно зърнени култури, лозя, овощни градини, а в делтата на рона – оризови насаждения. През Ронската низина преминават важни жп и автомобилни пътища, свързващи Северна и Южна Франция. Главните градове в долината са Лион, Авиньон, Валанс, Монтелимар, Виен, Арл, Ним.